# برتینورو
برتینورو (به ایتالیایی: Bertinoro) یک کومونه در ایتالیا است که در استان فورلی-چزنا واقع شده‌است.

## خصوصیات
برتینورو ۵۶ کیلومترمربع مساحت و ۱۰٬۳۵۳ نفر جمعیت دارد و ۲۲۰ متر بالاتر از سطح دریا واقع شده‌است.

## خواهرخوانده
شهرهای Kaufungen و شهر الی خواهرخوانده‌های برتینورو هستند.